# Онихофори
Онихофори (Onychophora, на гръцки: onyx – „нокът“ и pherein – „нося“) са червеообразни влаголюбиви безгръбначни животни с дълго цилиндрично тяло. Описани са 155 вида, систематизирани в 47 рода.

## Морфология
Тялото на представителите от клас онихофори е сегментирано като е съставено от 14 до 44 сегмента и всеки от тях носи двойка крачета. Тялото е неясно разделено на глава и туловище. Главовата част се състои от три сегмента. На нея се намират двойка антени, очи, устни органи, челюсти и пипалца със слузести кожни жлези.
Кожата е хитинизирана и носи брадавички и игли. Под хитина се намира епидермис и мускулни влакна. Телесната кухина е смесена и се нарича хемоцел или миксоцел. В действителност това е редуцирана телесна кухина слята с кръвоносната система. Образува се през ембрионалното развитие като се изгражда сегментирана вторична телесна кухина във формата на целомни торбички. След време стените на торбичките се разрушават, кухините се сливат и заедно с първичната телесна кухина образуват хемоцел. В него са поместени вътрешните органи.

### Храносмилателна система
Състои се от уста, устна кухина, двойка големи слюнчени жлези, глътка, хранопровод, стомах-черво, право черво и анус.

### Дихателна система
Дишането се осъществява с отвори наречени трахеи. Те се намират в телесните стени.

### Кръвоносна система
Състои се от голям съд разположен в гръбната част. Във всеки сегмент той се отваря с двойка отвори снабдени с мускулни влакна.

### Отделителна система
Отделителната система е от нефридиен тип. Те се отварят в основата на крачетата.

### Нервна система
Изградена е от два главови ганглии, странични изходящи нерви, две окологлътъчни връзки и две коремни нервни върви.

### Полова система
Онихофорите са разделнополови животни като повечето от тях са и живораждащи. Женската полова система се състои от два яйчника, яйцепровод, матка и полов отвор. При голяма част от видовете се развива плацентоподобен трофобласт служещ за изхранване на ембриона през стените на матката. Останалата част са яйцеживораждащи, като ембрионът се развива в яйце намиращо се в матката и се излюпва в нея. Мъжката полова система се състои от два семенника, семенни мехурчета, допълнителни жлези, семеизнасящ и семеизпразнителен канал.

## Произход и систематика
По своето устройство онихофорите наподобяват прешленестите червеи и членестоногите. Приема се, че представляват самостоятелен филогенетичен клон, отделил се от прешленестите червеи.

## Екология и разпространение
Онихофорите са сухоземни хищни животни, които обитават влажните тропически гори на Южното полукълбо. Хранят се с насекоми, паякообразни и други малки безгръбначни. Ловуват през нощта или при наличието на влага. С изключение на Мексико представителите му са разпространени на континенти и територии влизали в древността в състава на суперконтинента Гондвана.